# Интрастат
Интрастат е система за събиране на статистическа информация за вътрешнообщностната търговия със стоки между държавите – членки на Европейския съюз. Системата започва работа на 1 януари 1993 г. и заменя митническите декларации като източник на статистическа информация за вътрешнообщностната търговия със стоки.

## Мотивировка
Създаването на Единния вътрешен пазар на 1 януари 1993 г. допринася за свободното движение на стоки между страните членки и премахва митническите процедури и документация при осъществяването му. Същевременно обаче остава необходимостта Европейската комисия да разполага със статистически данни за обема на търговските потоци между държавите членки, с цел да се извършва непрекъснат мониторинг върху състоянието на търговията между страните в Съюза, която е един от основните индикатори за икономическото му състояние. Събирането, съхраняването и анализът на информация за търговията между страните – членки на Европейския съюз, е от съществено значение за формирането и провеждането на адекватни икономически и инфраструктурни политики от Съюза и държавите членки. Поради това Европейският парламент взима решение във всяка страна членка да се организира събирането на статистическа информация за търговията със стоки в рамките на Съюза. Държавите членки са задължени да предоставят месечна статистическа информация за вътрешнообщностната търговия със стоки на Генералния директорат по статистика „Евростат“ към Европейската комисия и неговата база данни КОМЕКСТ, на Международния валутен фонд, както и за база данни КОМТРЕЙД на ООН.
За решаването на този въпрос в страните – членки на ЕС, се внедрява системата Интрастат като алтернативен подход за осигуряване на необходимата информация. Правилата на тази дейност се съдържат в Регламент на Парламента и Съвета № 638/2004 г., наричан „базов регламент“, в който са предвидени общите правила за изготвяне на статистиката, изменен и допълнен с Регламенти 222/2009 и 91/2010; както и Регламент на Европейската комисия № 1982/2004 г., изменен с Регламент 96/2010, наричан „изпълнителен регламент“, в който са предвидени специфичните правила във връзка с прилагането на „базовия регламент“.

## Приложение
Съгласно европейското законодателство, задължение да предоставят статистическа информация за системата Интрастат имат всички търговци, регистрирани и извършващи дейност на територията на Европейския съюз, които извършват стокообмен (вътрешнообщностни доставки) със страни – членки на Европейския съюз. Това става чрез подаване от търговците на месечни декларации, съдържащи информация за обема на извършения от тях търговски обмен по потоците пристигания и изпращания. Всяка държава – членка на Съюза, обаче има право да определя т.нар. ежегодни прагове за деклариране. Търговците, които всеки месец трябва да подават информация за извършените от тях сделки, трябва да отговарят на условието общата сума на извършените от тях трансакции да е равна или по-голяма от определения на национално ниво статистически праг за деклариране, съответно за всеки от потоците. От страните – членки на Съюза, единствено Италия не определя такива минимални годишни прагове за деклариране и задължава всички търговци, извършващи междуобщностна търговия, да декларират в системата Интрастат.
Съгласно Закона за статистика на вътрешнообщностната търговия със стоки (ЗСВОТС ДВ/23.06.2006 г.) в България компетентни органи по осъществяването на статистическа дейност за вътрешнообщностната търговия със стоки са Националният статистически институт, Националната агенция за приходите и Агенция „Митници“. Минималните статистически праговете се определят със заповед на председателя на Националния статистически институт, която се обнародва в „Държавен вестник" до 31 октомври на текущата година. Задължени да подават статистическа информация към системата Интрастат в България са лицата, регистрирани по Закона за данък върху добавената стойност, които осъществяват вътрешнообщностна търговия със стоки в годишни обеми, изразени в стойност, над праговете за деклариране поотделно за всеки търговски поток – изпращания или пристигания. Тези лицата се наричат Интрастат оператори.

## Интарстат декларации
Основните статистически данни, необходими за системата Интрастат, се съдържат в подаваните от интрастат операторите месечни декларации по потоците „Пристигания“ и „Изпращания“. Основната информация, която се съдържа в тях, включва:
1. регистрационен номер по ДДС на интрастат оператора;
2. референтен период – календарният месец, през който са осъществени изпращанията или пристиганията на стоки.;
3. код на стоката, която е предмет на извършената доставка – това е кодът, с който декларираната стока може да се класифицира съгласно Комбинираната номенклатура на Европейския съюз;
4. държава на пристигане (в декларация за поток Изпращания) или държава на изпращане (в декларация в поток Пристигания) – посочва страната-партньор в сделката за доставка, която трябва задължително да е държава членка на Европейския съюз.;
5. произход на стоката – посочва държавата, в която е произведена стоката, и която може да не е страна – членка на Съюза;
6. вид на сделката – посочва вида на сделката, обект на която е движението на стоката (покупко-продажба, продажба на консигнация, преработка по договор, бартерна търговия, помощ и т.н.);
7. условие на доставка – посочва франкировката по Incoterms – условията, които страните са договорили за транспортирането на стоката;
8. начин на транспортиране;
9. националност на превозвача;
10. регион на произход (в декларацията по поток Изпращания) или регион на потребление (в декларацията по поток Пристигиания) – посочва се регионът на България, от който произхожда изпращаната стока или в който стоката ще се употреби по предназначение след пристигане в България;
11. нетни килограми на стоката – посочва се цялостното тегло на декларираната стока без теглото на придружаващата я опаковка;
12. количество по допустима мярка – може да е брой или друга мерна единица, в зависимост от кода на стоката по Комбинираната номенклатура;
13. стойност на стоката – данъчната основа на стоката по смисъла на закона за ДДС;
14. статистическа стойност – включва само случайни разходи (навло, застраховка), претърпени в случай на изпращания по време на пътуването на територията на държавата членка на изпращане и, в случай на пристигане, по време на пътуването извън територията на държавата членка на пристигане

Освен месечни декларации всеки интрастат оператор може да подава и т.н. коригиращи декларции, с които да извършва промени и поправки във вече подадени до системата месечни декларации. Според действащите в България правила коригиращи декларации могат да се подават само за референтен период, предхождащ с не повече от шест календарни месеца референтния период, за който интрастат операторът има текущо задължение за деклариране.